# ایراسما دیلیان
ایراسما دیلیان (اسپانیایی: Irasema Dilián‎؛ ‏ ۲۷ مهٔ ۱۹۲۴ – ۱۶ آوریل ۱۹۹۶) بازیگر اهل برزیل بود.
از فیلم‌ها یا برنامه‌های تلویزیونی که وی در آن نقش داشته است، می‌توان به خاطرات دخترمدرسه‌ای، مادالنا، نمره اخلاق صفر، بلندی‌های بادگیر و عقاب سیاه اشاره کرد.